# Referéndum sobre la edad mínima para votar de Puerto Rico de 1970
El referéndum sobre la edad mínima para votar tuvo lugar en Puerto Rico el 1 de noviembre de 1970. A los electores se les preguntó si la edad mínima para poder votar debería ser reducida de 21 a 18 años. La reforma fue aprobada por el 59,2% de los votantes, con una participación electoral de 34,7%.

## Resultados
| Opción                              | Votos     | %    |
| ----------------------------------- | --------- | ---- |
| A favor                             | 213,782   | 59.2 |
| En contra                           | 147,037   | 40.8 |
| Votos en blanco/nulos               | 1,877     | –    |
| Total                               | 362,696   | 100  |
| Electores registrados/participación | 1,043,733 | 34.7 |
| Fuente: Nohlen                      |           |      |